# Bernard Lacaze
Joseph Jacques Marguerite Bernard Lacaze (Vic-en-Bigorre, 9 november 1798 - Pau, 12 februari 1874) was een Frans advocaat en politicus ten tijde van het Tweede Franse Keizerrijk.

## Biografie
In 1814 vertrok Lacaze naar het Amerikaanse continent. Hij verbleef er in Texas, dat op dat moment nog deel uitmaakte van Nieuw-Spanje en niet van de Verenigde Staten. Nadien vertrok hij naar New York en werd hij advocaat in New Orleans. Later keerde hij terug naar Frankrijk.
Nadat hij eerst departementsraadslid was geworden, was Lacaze tussen 1848 en de staatsgreep van 2 december 1851 volksvertegenwoordiger namens het departement Hautes-Pyrénées.
Op 5 mei 1866 werd Lacaze door keizer Napoleon III benoemd tot senator. Hij zou in de Senaat blijven zetelen tot de afkondiging van de Derde Franse Republiek op 4 september 1870.